# Welcommia
A Welcommia a porcos halak (Chondrichthyes) osztályának szürkecápa-alakúak (Hexanchiformes) rendjébe, ezen belül a szürkecápafélék (Hexanchidae) vagy a fosszilis Pseudonotidanidae családjába tartozó nem.
Ennek a 2010-ben felfedezett cápanemnek a fajait Németországban találták meg. A kutatók szerint a késő jurához tartozó oxfordi korszakban éltek.

## Rendszerezés
A nembe az alábbi 2 fosszilis faj tartozik:
- †Welcommia bodeuri Cappetta, 1990
- †Welcommia cappettai Klug & Kriwet, 2010

## Fordítás
- Ez a szócikk részben vagy egészben  a   Welcommia című angol Wikipédia-szócikk ezen változatának fordításán alapul.  Az eredeti cikk szerkesztőit annak laptörténete sorolja fel. Ez a jelzés csupán a megfogalmazás eredetét és a szerzői jogokat jelzi, nem szolgál a cikkben szereplő információk forrásmegjelöléseként.
- Ez a szócikk részben vagy egészben  a   Cow shark című angol Wikipédia-szócikk ezen változatának fordításán alapul.  Az eredeti cikk szerkesztőit annak laptörténete sorolja fel. Ez a jelzés csupán a megfogalmazás eredetét és a szerzői jogokat jelzi, nem szolgál a cikkben szereplő információk forrásmegjelöléseként.